# 新・映像の世紀
『新・映像の世紀』（しん・えいぞうのせいき）は、2015年10月から月1回ずつ、6回シリーズで、NHK総合テレビジョン「NHKスペシャル」で放送されたドキュメンタリー番組である。NHK放送開始90周年・終戦70周年記念特番として制作された。

## 概要
1995年に戦後50周年とNHKの放送開始70周年、また現在の映写技師を開拓したリュミエール兄弟の映像開発100周年を記念して制作された『映像の世紀』は、視聴者から反響が多く寄せられたが、その後も世界各地の放送局、通信社、映画社などから、これまで未公開とされてきた映像アーカイブスが発掘された。そこで戦後70周年とNHK放送開始90周年、そして第一次世界大戦勃発（1915年）から100年を機に、歴史を動かした様々な人物の人間ドラマに重点を置いて、デジタルリマスターを施した映像や新たに発掘された映像を織り込みながら、映像が記録した20世紀を改めて振り返る。さらに最終第6集では、21世紀の映像の新潮流である一般からのネットによる映像配信の影響力について採り上げている。

## 放送日程
| 集数  | タイトル                                             | 地上波初回放送日             | 4K版初回放送日              |
| ----- | ---------------------------------------------------- | ---------------------------- | --------------------------- |
| 第1集 | 百年の悲劇はここから始まった 第一次世界大戦          | 2015年10月25日 21:00 - 22:15 | 2021年6月14日 17:45 - 18:58 |
| 第2集 | グレートファミリー 新たな支配者 超大国アメリカの出現 | 2015年11月29日 21:00 - 21:50 | 2021年6月21日 18:10 - 18:59 |
| 第3集 | 時代は独裁者を求めた 第二次世界大戦                  | 2015年12月20日 21:00 - 22:15 | 2021年6月28日 17:45 - 18:58 |
| 第4集 | 世界は秘密と嘘に覆われた 冷戦                        | 2016年1月24日 21:00 - 21:50  | 2021年7月5日 18:10 - 18:59  |
| 第5集 | 若者の反乱が世界に連鎖した 激動の1960年代            | 2016年2月21日 21:00 - 21:50  | 2021年7月12日 18:10 - 18:59 |
| 第6集 | あなたのワンカットが世界を変える 21世紀の潮流        | 2016年3月20日 21:00 - 21:50  | 2021年7月19日 18:10 - 18:59 |

## スタッフ
- 音楽（主題歌・挿入歌）：加古隆
  - 指揮：下野竜也
  - 演奏：NHK交響楽団
- ナレーター：山田孝之・伊東敏恵
- 吹き替え：81プロデュース

テーマ曲「パリは燃えているか」はNHK交響楽団による新規の音源を使用しており、『デジタルリマスター版 映像の世紀』でも使用された。また、「大いなるもの東方より」「ザ・サード・ワールド」など、前作『映像の世紀』のBGMも引き続き使用されている。